# Communauté de communes du Bas-Couserans
La communauté de communes du Bas-Couserans est une ancienne communauté de communes française, située dans le département de l'Ariège et la région Occitanie. Créée en 1996, elle a fusionné au 1er janvier 2017 avec les intercommunalités de l'Agglomération de Saint-Girons, du Canton de Massat, du Canton d'Oust, du Castillonais, du Seronnais 117, de Val'Couserans et du Volvestre Ariégeois pour former la Communauté de communes Couserans - Pyrénées.

## Composition
À sa disparition, la communauté de communes regroupait 11 communes :
| Nom                    | Code Insee | Gentilé      | Superficie (km2) | Population (dernière pop. légale) | Densité (hab./km2) |
| ---------------------- | ---------- | ------------ | ---------------- | --------------------------------- | ------------------ |
| Prat-Bonrepaux (siège) | 09235      | Pratéens     | 14,43            | 890 (2014)                        | 62                 |
| La Bastide-du-Salat    | 09041      | Salatois     | 6,60             | 182 (2014)                        | 28                 |
| Betchat                | 09054      | Betchatois   | 22,00            | 313 (2014)                        | 14                 |
| Cazavet                | 09091      | Cazavetois   | 17,93            | 225 (2014)                        | 13                 |
| Gajan                  | 09128      | Gajanais     | 8,17             | 308 (2014)                        | 38                 |
| Lacave                 | 09148      | Lacavois     | 4,50             | 149 (2014)                        | 33                 |
| Mauvezin-de-Prat       | 09183      | Mauvezinans  | 1,85             | 96 (2014)                         | 52                 |
| Mercenac               | 09187      | Mercenacois  | 13,57            | 368 (2014)                        | 27                 |
| Montgauch              | 09208      | Montgauchois | 9,15             | 122 (2014)                        | 13                 |
| Taurignan-Castet       | 09307      | Taurignanois | 6,78             | 181 (2014)                        | 27                 |
| Taurignan-Vieux        | 09308      | Taurignanais | 5,86             | 206 (2014)                        | 35                 |

Conscient qu’une petite commune ne peut se donner les moyens de mener certaines réalisations pourtant indispensables, l’État a permis, en 1992, un regroupement des communes. Les élus du Bas-Couserans ont bien compris à cette époque qu’un tel rassemblement devenait incontournable pour assurer et maintenir des services et des aménagements auxquels leurs concitoyens ont droit, autant qu’ailleurs. À la suite de plusieurs réunions de concertations et d’informations nécessaires aux élus parallèlement à l’engagement personnel du conseiller général, en 1996 la Communauté de communes du Bas-Couserans a été créée.
Maurice Fauroux en fut le président-fondateur jusqu’en 2001. La Communauté regroupe toutes les communes du canton de Saint-Lizier, excepté celles faisant déjà partie à l’époque du district de l’agglomération de Saint-Girons (Montjoie-en-Couserans, Caumont, Lorp-Sentaraille et Saint-Lizier), et la commune de Montesquieu-Avantès, la seule à ne pas avoir encore adhéré.
Force de propositions économiques avec un rôle décisionnel et de gestion, la Communauté de communes est basée autour d’un principe de solidarité.
La Communauté a pu ainsi doter ses écoles primaires de Centre de loisirs associé à l'école, des CLSH, un Relais Assistantes Maternelles, d'un multiaccueil crèche halte-garderie, un espace VTT et bientôt une zone d'activités à Prat-Bonrepaux.

## Compétences

### Compétences obligatoires

#### Aménagement de l’espace
- Aménagement des berges des divers cours d’eau du Bas Couserans

- Nettoyage des rivières : l’ensemble du linéaire des cours d’eau du bassin versant du Salat dans le cadre des actions définies à l’annexe 1-1 des statuts du SYCOSERP (Syndicat Couserans des Services Publics)
- Étude du zonage d’assainissement (en cours de suppression)
- Programme de valorisation du petit patrimoine des communes (en cours de création)

#### Développement économique
- Créer, gérer et développer la zone d’activités du Pitarlet à Prat.
- Aide et soutien aux initiatives touristiques, participation financière aux offices de tourisme chargés de la promotion de la sphère communautaire (dans le cadre d’une convention objectifs), projet de création d’un office de tourisme intercommunautaire
- Mise en œuvre de contrats de développement territoriaux
- Participation aux opérations réalisées par le Syndicat mixte du Pays Couserans
- Participation aux opérations intercommunautaires de type OMPCA
- Tourisme : Création et promotion des aménagements touristiques dépassant l’échelle communale, notamment les itinéraires de randonnée, l’aire d’accueil de la chênaie de Betchat, la porte ouest de la communauté de communes ; Création, aménagement et entretien d’un espace VTT labellisé par la FFC ; Étude pour la création d’un plan d’eau de loisirs sur le secteur Prat-Bonrepaux / Lacave.

### Compétences optionnelles
(Au moins une parmi les 5 )
- Protection de l’environnement : Collecte et traitement des ordures ménagères et autres déchets - Participation au contingent incendie
- Politique du logement, cadre de vie et action sociale : Réhabilitation de l’habitat rural dans le cadre d’opérations type OPAH ; Transport à la demande ; Projet de création d’une maison des services publics ; Assistance administrative aux personnes âgées et handicapées ; Développement des technologies de l’information et de la communication (en cours de création).
- Création, entretien, aménagement de la voirie : Création, aménagement et entretien des voies d’intérêt communautaire : sont d’intérêt communautaire les voies internes à la zone d’activités du Pitarlet dont la création relève de la communauté de communes après classement en voirie communale ; Habilitation statutaire d’intervention auprès des communes, à leur demande, pour réaliser des travaux ou pour les aider administrativement
- Enseignement, culture et sports : Animation en éducation physique dans les écoles associées et participation financière à la pratique du sport scolaire pour les communes scolarisant les enfants à l’extérieur de la communauté ; Animation périscolaire : Mise en œuvre de dispositifs éducatifs territoriaux ; Gestion des CLSH et des CLAE ; Mise en place de dispositifs de coordination et d’accueil en petite enfance : création et gestion de la structure multi-accueil (crèche et halte garderie, à réaliser) et d’un relais assistantes maternelles ; Participation au projet de construction, d’entretien de gestion de la piscine couverte intercommunautaire du Couserans à Saint-Girons ; Participation au projet de construction, d’entretien de gestion du centre culturel intercommunautaire du Couserans ; Projet de mutualisation des services scolaires.
- Autres : Aide aux animations socioculturelles dépassant l’échelle communale ; Mise en place de l’outil informatique dans les communes et maintenance du matériel ; Mise à disposition de chapiteaux et podiums ; Selon l’art L5211-4-1 II du CGCT, à la demande des communes membres (quand elles le souhaitent) et par voie de conventionnement, la communauté de communes met à disposition un service d’aide administrative et technique auprès des communes concernant la passation des marchés en matière de voirie.

## Fonctionnement
- Le Conseil communautaire : Il est composé de vingt-six membres titulaires : deux par communes sauf Prat-Bonrepaux (cinq) et Gajan (trois), et autant de suppléants. Il se réunit tous les mois (le premier mardi) en séance publique, chaque fois dans une commune différente.
- Le Bureau communautaire : Cette instance, créée par les statuts et désignée lors du dernier renouvellement communal, ne fonctionne pas formellement. Elle regroupe un élu par commune (schématiquement, c’est le maire qui est désigné) mais il n’y a pas de réunion régulière. En revanche, elle est sollicitée plus ou moins informellement lorsqu’une décision doit être préparée avant le Conseil Communautaire, notamment sur les projets qui n’entrent pas dans le champ de compétence d’une des commissions thématiques.
- Le président : Raymond Coumes, maire de Mercenac et conseiller général du canton de Saint-Lizier, est président de la Communauté de communes du Bas-Couserans depuis le dernier renouvellement de 2001. Le président-fondateur était Maurice Fauroux.

## Sources
- portail des communes de l'Ariège
- le splaf
- la base aspic